# Blocus du Saint-Laurent
Guerre de Sept Ans
Le blocus du Saint-Laurent était une opération militaire navale débutée en 1755 par la Royal Navy, dans le golfe du Saint-Laurent entre la forteresse de Louisbourg et Terre-Neuve. L'opération visait à intercepter tous renforts, vivres ou équipements  envoyés par le royaume de France vers la Nouvelle-France pour empêcher les navires français de remonter le fleuve Saint-Laurent jusqu'à Québec, quelques mois avant la déclaration officielle de la guerre de Sept Ans.

## Contexte
Après les premières escarmouches dans la vallée de l'Ohio en 1754, les Britanniques et les Français commencent à mobiliser des troupes pour les faire traverser dans leurs colonies respectives en Amérique septentrionale. À la déclaration de guerre, le 18 mai 1756, l’Angleterre a une supériorité navale écrasante, soit 184 vaisseaux contre 63 vaisseaux français, mais la France mène une campagne navale prudente et connait de nombreux succès avec des pertes limitées, en faisant traverser des renforts au Québec en forçant ou contournant les vaisseaux anglais à l'entrée du fleuve Saint-Laurent. Les côtes française seront également souvent bloquées par le Western Squadron (escadre de l'ouest) anglais.

## Histoire
Le blocus, commencée au printemps 1755 par l'escadre d'Edward Boscawen, déclenche le combat du 8 juin 1755 qui marque le début des hostilités sur mer entre la Royal Navy et la Marine royale française. La protection des convois navals de troupes et d'équipements, escortés par la flotte du Ponant basée à Brest, furent qualifiés de Première bataille de l'Atlantique, d'après François Bluche, historien français. Le blocus ne sera plus nécessaire après la bataille de Lagos (1759) et la bataille navale des Cardinaux le 20 novembre 1759, près des côtes françaises ; la Royal Navy ayant désormais le contrôle des océans.

### Des pilotes pour le Saint-Laurent
Le Saint-Laurent étant très difficile à naviguer, les cartes maritimes étaient à diffusion restreinte et protégées par les Français comme des secrets de la Marine. Sans cartes de précision, les Britanniques capturent dès 1756 des pilotes français ou canadiens, afin de les enrôler. Le plus connu de ces pilotes est Théodose Matthieu Denys de Vitré. En 1757, Denys de Vitré est sommé de choisir entre la mort ou une « généreuse pension ». Il se met au service du contre-amiral Philip Durell. 
Pendant l’automne de 1758, Durell, qui avait une flotte à Halifax, recrute de force, à l'entrée de l'estuaire, de Louisbourg, de l'île du Cap-Breton, et de Gaspésie au moins 17 pilotes familiers avec le fleuve et le golfe Saint-Laurent. En mars 1759, le vice-amiral Saunders demandait aux gouverneurs de New York et du Massachusetts de lui envoyer tout pilote expérimenté en navigation sur le Saint-Laurent. Certains furent ramenés des prisons d’Angleterre.

## Blocus

### 1755

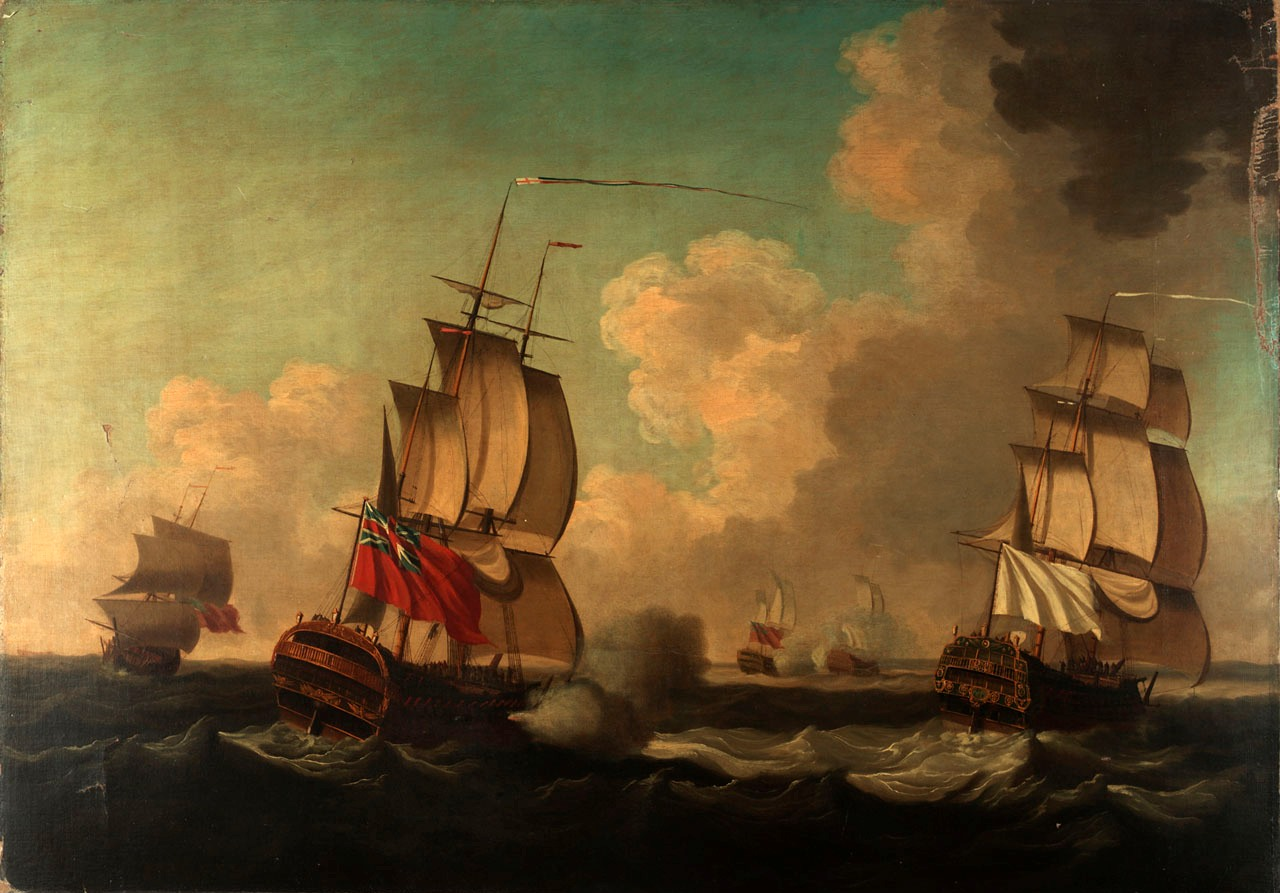
Attaque du Lys et de l’Alcide. En 1755, Dubois de La Motte escorte au Canada d'importants renforts, mais deux navires sont interceptés par les Anglais.

La Royal Navy envoie une flotte de huit vaisseaux de ligne, sous le commandement du vice-amiral Boscawen dans le golfe du Saint-Laurent ayant pour mission d'intercepter les vaisseaux français qui se rendraient au Canada. Boscawen croise le long des côtes sud de Terre-Neuve. Trois semaines plus tard, une seconde flotte, placée sous le commandement du vice-amiral Francis Holburne, est envoyée en renfort pour intercepter les vaisseaux français. La Royal Navy compte vingt-et-un vaisseaux de guerre. 
Sur le gros convoi de dix-huit voiles qui se présente au large de Terre-Neuve le 8 juin, seulement deux navires français sont capturés : un escorteur et un transporteur. La flotte qui s'est rendue à Québec retourne en France en passant par le détroit de Belle Isle avec l'aide du pilote Gabriel Pellegrin qui a cartographié le dangereux détroit. L'escadre qui a ravitaillé Louisbourg profite d'une tempête pour échapper aux Anglais et retourner en France. Le blocus s'avère un échec. 
En décembre 1755, Versailles  lance un ultimatum demandant la restitution des navires marchands et la libération de leurs équipages, soit 6 000 marins. L'ultimatum est rejeté le 13 janvier 1756. Versailles prépare alors une grande opération navale et terrestre surprise en Méditerranée, l’objectif retenu est l’île de Minorque. Les évènements mènent à la bataille de Minorque (1756).

### 1756
Le Capitaine Richard Spry, qui avait hiverné à Halifax avec quelques vaisseaux dans ce qui deviendra la Station d'Amérique du Nord et des Antilles ou North America and West Indies Station est rejoint au printemps par le commodore Charles Holmes. Leur flotte combinée qui compte quatorze vaisseaux de guerre ne réussit pas à bloquer le chef d'escadre français Louis-Joseph de Beaussier de l'Isle qui passe avec trois vaisseaux et trois frégates. Beaussier de l'Isle se rend à Québec ou il dépose 1 500 hommes de renfort avec le nouveau chef militaire au Canada (le marquis de Montcalm), puis ravitaille Louisbourg. Il parvient à retourner en France après quelques combats avec des navires anglais qui tentaient d’intercepter son vaisseau moins armé.

### 1757

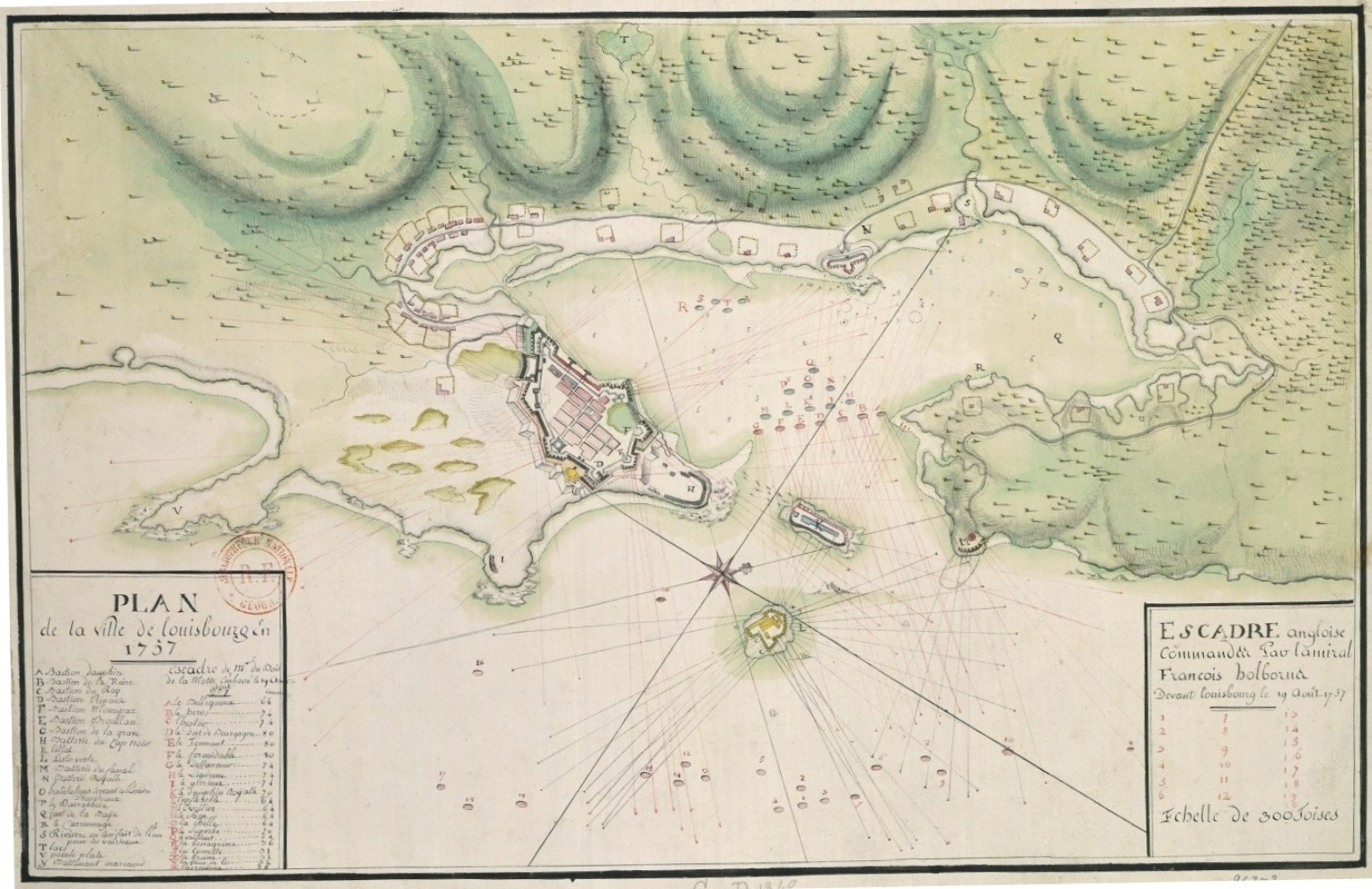
Le dispositif défensif français de Louisbourg en 1757.

Aucun navire anglais ne passe l'hiver à Halifax ; Le capitaine Richard Spry suggère à l'Amirauté de faire le blocus au large de la Gaspésie, mais l’Amirauté refuse. L'expédition de Louisbourg (1757) est décidée par les Anglais afin de faire une opération militaire amphibie massive pour neutraliser Louisbourg, mais échouera. Une importante armée navale française  est alors présente à Louisbourg;  Dubois de La Motte est chargé de la défense de la ville avec neuf vaisseaux de ligne et deux frégates, il est renforcé par la flotte de Joseph de Bauffremont en provenance de Saint-Domingue, composée de cinq vaisseaux de ligne et une frégate. Une troisième escadre de quatre vaisseaux et deux frégates basée à Toulon (flotte du Levant) sous les ordres de Joseph-François de Noble du Revest, qui est parti de Toulon en avril 1757, rejoint Louisbourg après avoir réussi à traverser le blocus de l'amiral Charles Saunders à Gibraltar. Après avoir croisé devant Louisbourg pour attirer les Français hors du port pour engager le combat; Dubois de La Motte préféra la prudence en laissant les vaisseaux à l'abri dans le port. Les navires anglais furent pris dans le désastreux ouragan de septembre 1757. Le 25 septembre, le HMS Tillbury (60 canons) fit naufrage ; les autres vaisseaux anglais, endommagés, partirent pour  être réparés à Halifax, et lorsque Holburne retourna en Angleterre le 14 novembre, il donna l'ordre à Alexander Colville de passer l'hiver à Halifax et de prendre les fonctions de commandant en chef en Amérique du Nord. La flotte française en profita pour quitter Louisbourg et retourner en France.

### 1758

Vue de Louisbourg, prise du fanal durant le dernier siège en 1758.

Le général Wolfe au siège de Louisbourg, 1758.

Les Anglais organisent une attaque contre Louisbourg; le siège de Louisbourg (1758) se déroule entre le 8 juin et 26 juillet 1758. Il mobilise des moyens considérables dans les deux camps mais du côté français, seul Jean-Antoine de Charry des Gouttes, commandant cinq navires de ligne, une frégate et quatre moyennes unités, portant 494 canons, réussit à entrer dans la rade. Une escadre française qui devait renforcer Louisbourg est bloquée en mer Méditerranée et conduit à la bataille de Carthagène (1758). Une troisième escadre partie de Rochefort est retardée par une petite escadre anglaise ; pour éviter la capture de certains vaisseaux, les Français doivent jeter leurs canons par-dessus bord. Ils réussissent à s'échapper et se rendent près de Louisbourg mais quelques jours trop tard. Ils contournent l'île Royale et débarquent les soldats à Port-Dauphin, qui se rendent à pied à Louisbourg afin de renforcer la forteresse. Les vaisseaux font ensuite route vers Québec. Les Anglais sont pour la première fois supérieurs en force à Louisbourg et le combat s'achève par la reddition de la place et avec la capture de la garnison.  Parti la nuit du 14 au 15 juillet Jean Vauquelin réussit à forcer le blocus anglais avec l'Aréthuse (1757) et parvient  à Santander (Espagne) le 2 aout, après une rapide traversée de 2 semaines afin apporter des dépêches au ministre de la Marine en France.

### 1759
Louisbourg est détruite, mais Philip Durell, qui a passé l'hiver a Halifax confie 14 navires de guerre aux pilotes français et canadiens recrutés de force pour le blocus de Québec. Ils ne réussissent pas à intercepter un convoi de 17 navires de ravitaillements français commandés par Jacques Kanon et Jean Vauquelin qui atteignent Québec. Au printemps 1759, Bougainville se faufile à bord de la Chézine,.
Une flotte britannique commandée par le vice-amiral Charles Saunders rejoint Durell à Halifax pour remonter le fleuve Saint-Laurent et faire le siège de Québec. La flotte, véritable armada, comprend 49 navires de guerre armés de 1 944 canons ainsi que 119 vaisseaux marchands ayant à leur bord 13 500 membres d'équipage. La flotte anglaise se positionne au large de l'île d'Orléans, avec 30 000 marins et  une force de débarquement de 8 500 soldats britanniques (réguliers britanniques, 1 280 réguliers des colonies) et plusieurs pièces d'artillerie.

### 1760
Après la bataille de Sainte-Foy, les derniers combats navals sur le fleuve Saint-Laurent s'achèvent avec la bataille de Neuville près de Québec et la bataille de la Ristigouche dans la baie des Chaleurs.

## 1762
Une dernière tentative pour conserver un port en Amérique du Nord eut lieu en 1762. La bataille de Signal Hill se déroula le 15 septembre 1762 à Signal Hill, colline surplombant Saint-Jean de Terre-Neuve. Elle constitue le dernier affrontement entre Français et Anglais sur le théâtre nord-américain de la guerre de Sept Ans. Les Britanniques, sous les ordres du lieutenant-colonel William Amherst, forcèrent les Français à livrer Saint-Jean qu'ils avaient saisi plus tôt cette année-là dans une attaque surprise. Même si la bataille de Signal Hill reste modeste quant aux effectifs impliqués (500 soldats), elle décide toutefois de l'avenir de la présence française à Saint-Jean de Terre-Neuve.

## Total des pertes françaises
Durant la guerre de 7 ans, la France a perdu 37 vaisseaux de ligne et 56 frégates sur les différents théâtres d'opération navales.